# Josef Ströder
Josef Ströder (* 6. März 1912; † 22. November 1993) war ein deutscher Kinderarzt und seit 1948 Direktor der Universitäts-Kinderklinik in Würzburg.

## Kindheit und Jugend
Seine frühe Kindheit verbrachte er im Dorf Mömerzheim in der Nähe von Bonn. Der Vater fiel im Ersten Weltkrieg und seine Mutter starb kurz darauf. Er und seine drei Geschwister wuchsen bei ihrer Schwester auf, die mit einem Staatsbeamten verheiratet war. Nach seiner Ausbildung am humanistischen Beethoven-Gymnasium Bonn bezog er zum Medizinstudium die Universität Freiburg i. Br.
Während seines Medizinstudiums gehörte er einer katholischen Studentenverbindung (KDStV Arminia Freiburg im Breisgau (seit 1930) im CV) an, die sich von den Aktivitäten der Nationalsozialistische Deutsche Arbeiterpartei distanzierte. Er beteiligte sich unter anderem an Protesten gegen die unwürdige Entlassung von Siegfried Thannhauser. Nach dem Studium diente er bei der Flakartillerie der Luftwaffe. Aufgrund seiner Einstellung drohte ihm eine Strafkompanie, aber es gelang ihm, in den Innendienst des Reichsluftfahrtministerium versetzt zu werden. Von dort wurde er 1942 nach Krakau beordert, um die Leitung von Kinderkliniken zu übernehmen.

## Tätigkeit in Krakau
Zusammen mit seiner Frau Luiza, die aus Schneidemühl (heute Piła) stammte, kam er im März 1942 in Krakau an. Auf seinen Wunsch hin ließ er sich nicht Leiter, sondern „kommissarischer Direktor“ nennen, sein Vorbild darin war Ludwig Heilmeyer, der die Klinik für Innere Medizin leitete. Mit diesem Titel wollte er betonen, dass der rechtmäßige Direktor der Kinderklinik in der Strzelecka-Straße Ksawery Lewkowicz war, der im Rahmen der Sonderaktion Krakau im Konzentrationslager Sachsenhausen interniert worden war. Bei der ersten Besprechung mit dem Krankenhauspersonal verlautbarte er:
Wir waren hier alle, meine Damen und Herren, Kollegen, also ich, dazu verdammt, zusammenzuarbeiten. Natürlich würden wir lieber mit unseren rechtmäßigen Chefs und Professoren zusammenarbeiten, aber wir befinden uns in einer abnormalen, absurden Kriegssituation. Ich schlage Ihnen daher vor, dass wir diese Klinik als exterritoriales Gebiet, als Insel des Friedens betrachten. Es soll hier keine polnischen oder deutschen Patienten geben, sondern nur kranke Kinder; es soll keine polnischen oder deutschen Ärzte geben, sondern nur Ärzte, die hier gemeinsam in Frieden arbeiten. Wenn Sie meine Auffassung von der neuen gemeinsamen Arbeit anerkennen und akzeptieren, dann werden wir sicher am Ende Freunde werden.
Mit seinem Wissen wurden jüdische Kinder zur Behandlung aufgenommen, sie wurden im Hörsaal versteckt, und es wurden Familien gefunden, die willens waren, sich weiter um sie zu kümmern, es wurden falsche Dokumente beschafft. Für Lebensmittel sorgte Kazimierz Gajewski, der Leiter des Labors. Ströder ermöglichte auch die Tätigkeit einer konspirativen Zelle, die Waffen sammelte und Funksender und -empfänger aufstellte. Er organisierte Tagungen und Weiterbildungsseminare mit deutschen Professoren wie Wolfgang Veil aus Jena sowie Paul Hübschmann und Wilhelm Stepp aus Düsseldorf.
Sein Engagement brachte ihm zahlreiche Feinde ein. Ihm wurde seine Abneigung gegen den Nationalsozialismus vorgeworfen, die Fraternisierung mit den Polen und die Behandlung jüdischer Kinder. Angesichts einer drohenden Verhaftung bereiteten seine polnischen Freunde sein Untertauchen in der Kamaldulenserkirche in Bielany vor, und auch Heilmeyer bot seine Hilfe an.
In dieser Situation stellte er ein förmliches Gesuch um Versetzung ins Reich zur Luftwaffe und konnte Krakau 1944 verlassen, nachdem dem Gesuch stattgegeben worden war.

## Nach 1944
Das Ende des Krieges erlebte er in Jena. Er kümmerte sich um Kinder, die im nahe gelegenen Konzentrationslager Buchenwald inhaftiert waren. Anschließend ging er als Oberarzt und Extraordinarius an die Kinderklinik der Medizinischen Akademie Düsseldorf.

## Professor in Würzburg
Am 1. Oktober 1948 erhielt Ströder den Lehrstuhl für Kinderheilkunde und die Leitung der Universitäts-Kinderklinik an der Universität Würzburg. 1949 erfolgte unter Ströders Leitung der Wiederaufbau der im Krieg weitgehend zerstörten Kinderklinik, beginnend mit Bau 8. Er verhandelte die Bereitstellung von Mitteln für die Errichtung eines weiteren Klinikgebäudes. Dieser Neubau (Bau 34 des Luitpoldkrankenhauses) wurde im Januar 1962 bezogen. Während seiner Amtszeit wurden auch das Infektionshaus saniert, die Räumlichkeiten von Bau 8/9 umgebaut und das Tuberkulosehaus errichtet. Seinem Engagement ist die erstmalige Einrichtung einer Schule für erkrankte Kinder an einer Universitäts-Kinderklinik zu verdanken. Sein Nachfolger wurde 1981 Helmut Bartels.
Er hielt Kontakte zu seinen ehemaligen Krakauer Mitarbeitern und blieb Krakau sehr verbunden.

## Ehrungen und Auszeichnungen
- 1979: Ehrendoktor der Universität Krakau
- 1984: Ehrenmitglied der Deutsche Gesellschaft für Kinder- und Jugendmedizin
- 1985: Behr-Medaille der Stadt Würzburg
- Träger des Verdienstordens in Gold der Republik Polen für seine Verdienste um die Rettung polnischer Kinder als Klinikleiter in Krakau während der deutschen Besatzung im Zweiten Weltkrieg[4]

## Veröffentlichungen
- Angeklagt wegen Polenfreundschaft: Ein deutscher Kinderarzt im besetzten Krakau. Herder, Freiburg 1985, ISBN 978-3-451-08185-9. Autobiografie
- Mehr als 300 wissenschaftliche Arbeiten, hauptsächlich über Infektionskrankheiten des Kindesalters
- Unser Kind ist krank – was tun? Überlegungen und Ratschläge für Eltern. Herder, Freiburg 1981, ISBN 3-451-07854-6. Elternratgeber
- mit Heinz F. Eichenwald: Grundlagen und Praxis der Therapie bei Kindern und Jugendlichen. Wiley-VCH,  1987, ISBN 3-527-15018-8. Lehrbuch
- mit Josef Schuster: Zur Sterblichkeit jüdischer und nichtjüdischer Säuglinge. In: Sudhoffs Archiv. Band 66, 1982, S. 152–171.
- mit Hans Zeisel: Pädiatrische Fortbildung. 1962.